# Lacinipolia determinata
Lacinipolia determinata là một loài bướm đêm trong họ Noctuidae.